# إدوين فولر
إدوين فولر (بالإنجليزية: Edwin Fowler)‏ (1841 في المملكة المتحدة - 1909 بملبورن في أستراليا) هو لاعب كريكت أسترالي. لعب مع فريق فكتوريا للكريكت.

## وصلات خارجية
- إدوين فولر على موقع إي آس بي آن كريك إنفو (الإنجليزية)